# 名古屋市営バス浄心営業所
名古屋市営バス浄心営業所（なごやしえいバスじょうしんえいぎょうしょ）は、愛知県名古屋市西区浄心にある名古屋市営バスの営業所。最寄のバス停留所は浄心町であり、主に名古屋駅発着路線や、基幹バス新出来町線、都心ループ系統、名古屋観光ルートバスメーグル、名古屋市内の中心部を走る路線、西区南部の路線を担当している。
2009年（平成21年）4月1日より、三重交通への5年契約の管理委託が行われる。2014年（平成26年）4月1日5年間の委託契約延長となる。同日、楠分所を新設。

## 沿革
名古屋市電の浄心車庫を拡張し設置された営業所（自動車車庫）であり、市営バス開業直後の1930年（昭和5年）4月から存在している。

### 年表
- 1930年（昭和5年）
  - 2月1日 : 市営バス運行開始に際して大池臨時出張所を開設[2]。
  - 4月9日 : 大池臨時出張所を移設し、浄心自動車出張所を開設[2]。
- 1931年（昭和6年）12月10日 : 那古野派出所開設[2]。
- 1932年（昭和7年）4月18日 : 那古野派出所が那古野自動車出張所として独立[2]（のちの那古野自動車運輸事務所、那古野営業所の前身）。
- 1939年（昭和14年）10月1日 : 浄心自動車運輸事務所に改称[3]。
- 1941年（昭和16年）8月6日 : 那古野自動車運輸事務所を那古野分所として所管。
- 1944年（昭和19年）3月1日 : 那古野分所が自動車運輸事務所として独立。
- 1949年（昭和24年）12月1日 : 浄心・那古野自動車運輸事務所を統合し、西自動車運輸事務所が発足。
- 1954年（昭和29年）2月25日 : 西自動車運輸事務所が廃止され、浄心自動車運輸事務所が再発足。
- 1958年（昭和33年）5月26日 : 浄心自動車運輸事務所が移転し、北自動車運輸事務所（のちの北営業所）に改称[4]。
- 1960年（昭和35年）8月1日 : 那古野自動車運輸事務所浄心分所として再設置[4]。
- 1963年（昭和38年）2月1日 : 浄心分所が浄心自動車運輸事務所に昇格[4]。
- 1982年（昭和57年）12月1日 : 浄心営業所に改称[5]。
- 2009年（平成21年）4月1日 : 管理・運行を三重交通へ委託。[要出典]
- 2014年（平成26年）4月1日 : 三重交通名古屋観光営業所（北区玄馬町）に、楠分所を開設[1]。
- 2019年（平成31年）4月1日 - 楠分所が楠営業所として独立、昇格。

## 主担当路線

### 基幹2号系統
|      | 起点     | 主な経由地 | 主な経由地 | 主な経由地   | 主な経由地 | 主な経由地 | 主な経由地 | 終点     | 副担当    | 備考                       |
| ---- | -------- | ---------- | ---------- | ------------ | ---------- | ---------- | ---------- | -------- | --------- | -------------------------- |
| 本   | 栄       | ---        | 市役所     | 徳川園新出来 | 茶屋ヶ坂   | 香流橋東   | ---        | 引山     | 猪高 大森 | 浄心、大森担当便のみの運行 |
| 出入 | 栄       | ---        | 市役所     | 徳川園新出来 | 茶屋ヶ坂   | 香流橋東   | 引山       | 四軒家   | 猪高 大森 | 大森営業所担当便のみの運行 |
| 支   | 名古屋駅 | 桜通本町   | 市役所     | 徳川園新出来 | 茶屋ヶ坂   | 自由ヶ丘三 | 光ヶ丘     | 猪高車庫 | 猪高 大森 | 浄心、猪高担当便のみの運行 |

概要
本系統は、名古屋駅および栄から出来町通（愛知県道215号田籾名古屋線）を経由し、千種区北東部および名東区猪子石地区を結ぶ基幹バス路線である。地下鉄東山線と名鉄瀬戸線の間の鉄道空白地帯を経由するため、本数、利用者数とも他の市バス路線に比べて多い。そのため、営業係数は2015年度は94、2017年度は93と黒字経営を保つ。2019年度は年度末にコロナの流行が起こったことにより通学利用が激減したため赤字転落した。2021年度時点でも赤字経営が続いており、コロナ禍でも減便をほとんど行わなかったために1億円を超える赤字を出している。
沿革
当系統は、名古屋市2本目の基幹バス・新出来町線として、1985年（昭和60年）に次の路線を整理統合して登場した。
- 〔16〕（名古屋駅前 - 市役所 - 古出来町 - 茶屋ヶ坂 - 自由ヶ丘（現・千種台中学校））
- 〔70〕（栄 - 今池 - 池下 - 末盛通二丁目 - 谷口 - 茶屋ヶ坂 - 竹越 - 猪子石西原）
- 〔112〕（栄 - 東新町 - 高岳町(現：高岳）- 布池 - 古出来町 - 茶屋ヶ坂 - 竹越 - 引山 - 東猪子石 - 向野田）

2003年（平成15年）、それまで主担当であった那古野営業所が閉所となったため本営業所が主担当となったが、副担当としてそれまでの猪高営業所に加えて大森営業所も担当となり、それによって［出入］が設定された。同時に、市営希望ヶ丘荘の再開発のため自由ヶ丘の回転場が廃止、〔八事11〕の短縮により光ヶ丘の回転場に空きができたため［支］が光ヶ丘まで延長、さらに2017年の再編で［支］はもともと猪高営業所担当の出入庫系統として運行されていた名古屋駅 - 猪高車庫の系統に統一された（光ヶ丘の回転場はこのときに廃止）。［出入］の終着停留所は四軒家交差点を左折した尾張旭市内（〔藤丘12〕、〔森.藤〕の各北行きと同じ停留所）にある。回転場がないため乗客を降ろした後はそのまま印場を経由して大森営業所まで回送される（回送経路は〔森.藤〕と同じ。但し名鉄印場には立ち寄らない）。
なお、2003年12月に大森が副担当になるまで「栄 - 自由ヶ丘」、「栄 - 猪高車庫」の路線も存在した。
かつては浄心営業所は担当しておらず、那古野営業所と猪高営業所のみの担当であった。
停留所およびダイヤ
［本］および［出入］合わせて、昼間は栄 - 引山間では10分毎で運行している。うち［出入］は毎時1 - 2本程度の運行で、一部運行のない時間帯がある。［支］は昼間時20分毎で運行している。栄 - 引山は名鉄バス本地ヶ原線も運行しており、平日朝夕はかなりの運行本数になる。共同運行のため市バスの定期券で名鉄バスに乗ることも可能（定期券の共通乗車適用区間とmanacaでの乗継割引適用区間は異なるため、公式サイトを参照）。マラソンフェスティバル ナゴヤ・愛知開催時は栄・名古屋駅 - 市役所が休止となり、規制時間中は市役所で引山・猪高車庫方面への折り返しとなる（名鉄バスも同様）。［支］は平和公園へのアクセス路線としての役割も担う（地下鉄東山線と星丘11を乗り継ぐより時間がかかるため墓参シーズンでも増発されない）。
沿線に多くの高校・大学が立地しており、名古屋駅や市役所（地下鉄名城線乗り換え）からの通学路線として機能している。コロナ前の朝夕は通学利用が非常に多かった。

### 幹名駅1号系統
|    | 起点     | 主な経由地 | 主な経由地 | 主な経由地 | 主な経由地 | 主な経由地 | 主な経由地 | 終点   | 副担当 | 備考 |
| -- | -------- | ---------- | ---------- | ---------- | ---------- | ---------- | ---------- | ------ | ------ | ---- |
| 本 | 名古屋駅 | 菊井町     | 大津橋     | 飯田町     | 東区役所   | 山口町     | 平安通     | 上飯田 | 楠     |      |
| 支 | 名古屋駅 | 菊井町     | 大津橋     | 飯田町     | 白壁       | 赤塚       | 平安通     | 大曽根 | 楠     |      |

概要
当系統は、名古屋駅と大曽根・上飯田を、外堀通（愛知県道200号名古屋甚目寺線）を経由して結んでいる。市電81号系統（名古屋駅 - 平田町 - 上飯田）、市電12号系統（名古屋駅 - 清水口 - 東大曽根）の廃止代替系統である。2003年に地下鉄上飯田線が開通して平安通 - 上飯田が重複するようになったものの地下鉄では乗り換えが必要となるため名古屋駅まで直通する本系統の利用者は以後も比較的多い。
沿革
［本］の旧番号は〔143〕→〔幹線20〕である（1991年（平成3年）10月系統番号変更）。1971年（昭和46年）2月新設当初は市電と同じ経路であったが、1985年（昭和60年）4月の〔基幹2〕の新設により赤塚 - 山口町が重複するため経路変更となり、本線は東区役所経由になるが、赤塚経由も残そうということで平田町-西大曽根間を国道19号に沿う支線が設定された。のちに「栄 - 東区役所 - 上飯田（当時は上飯田町）」の支線も新設された。1998年（平成10年）の再編時に［本］のみが残され、赤塚経由の支線は栄発着の支線と統合して〔栄14〕となった。
［支］は2003年までは〔名駅14〕を名乗っていた。こちらも市電と同じ経路であったが〔基幹2〕と重複するため、飯田町・白壁経由に変更された。また、もともとは平安通を経由しなかったが、大曽根駅の旧バスターミナルが名古屋ガイドウェイバスガイドウェイバス志段味線（ゆとりーとライン）建設のために閉鎖されたため、折り返し経路の関係で名古屋駅方面のみ平安通を通るように変更され、その後当該系統に取り込まれた際に双方向とも平安通を経由するようになった。
停留所およびダイヤ
平日の昼間は、［本］・［支］それぞれ30分毎に運行しており、名古屋駅-飯田町間は合せて15分毎で運行している。土曜・休日の昼間は、［本］が1時間あたり2本、［支］が1時間あたり1-2本の運行であり、等間隔ではない。
かつて、平日朝に1本のみ、菊井町発上飯田行きも設定されていた。これは、元々の担当だった那古野営業所からの出庫の関係でこのようになり、浄心営業所移管後も利便性から踏襲されていたが、2019年3月25日ダイヤ改正で廃止となった。
マラソンフェスティバル ナゴヤ・愛知開催時は名古屋駅 - 大津橋が休止となり、規制時間中は大津橋返しとなる。

### 幹名駅2号系統
|    | 起点     | 主な経由地 | 主な経由地 | 主な経由地 | 主な経由地 | 主な経由地 | 主な経由地 | 終点   | 副担当 |
| -- | -------- | ---------- | ---------- | ---------- | ---------- | ---------- | ---------- | ------ | ------ |
| 本 | 名古屋駅 | 猿子橋     | 篠原橋     | 昭和橋     | 東海橋     | 中川橋     | 稲永駅     | 野跡駅 | 中川   |
| 折 | 名古屋駅 | 猿子橋     | 篠原橋     | 昭和橋     | ---        | ---        | ---        | 東海橋 | 中川   |

名古屋駅と港区南部のあおなみ線沿線を中川運河の右岸沿い経由で結ぶ系統である。橋の名前がつく停留所が多く、2015年11月の再編で清船町一丁目停が新設されるまでは、猿子橋 - 昭和橋間のバス停名は橋の名前ばかりが9か所続いていた。運行本数は［折］のほうが多く、［本］は1時間に1本である。日中の［折］は毎時2本程度の運行。
1960年（昭和35年）の路線図に既に載っているという歴史の古い系統で（1958年新設）、当時は空見町を終点としていたが（1967年2月に稲永新田より区間延長）、のちに〔25〕と終点を取り替える形で野跡（現・野跡小学校）までの運行となる（1984年5月）。1996年（平成8年）に〔幹線18〕になるまでは〔115〕を名乗っていた。
1998年の再編で［本］の終点が名古屋港へ変更されるが、2000年（平成12年）に野跡行きが〔名駅27〕として復活し（ただし、〔幹線18〕時代は毎時3便だったものが毎時1便のみに変更されている）、2004年の再編で統合の結果元の経路に戻り現在に至る。
この系統は同じく名古屋駅と港区南部を結ぶあおなみ線と比べて全区間通しで利用した場合、所要時間はあおなみ線利用より長くなるが、運賃面では安くなる。

### 名駅11号系統
|    | 起点     | 主な経由地   | 主な経由地 | 主な経由地 | 主な経由地 | 主な経由地 | 主な経由地 | 主な経由地 | 主な経由地 | 主な経由地             | 主な経由地   | 終点     | 備考                 |
| -- | -------- | ------------ | ---------- | ---------- | ---------- | ---------- | ---------- | ---------- | ---------- | ---------------------- | ------------ | -------- | -------------------- |
| 本 | 名古屋駅 | ノリタケの森 | 名鉄栄生   | 名西二     | 康生通三   | 上堀越町   | 名西橋     | 白菊町     | 名西二     | 枇杷島スポーツセンター | ノリタケの森 | 名古屋駅 | 左回り（→のみ）      |
| 出 | 康生通四 | ---          | ---        | ---        | 康生通三   | 上堀越町   | 名西橋     | 白菊町     | 名西二     | 枇杷島スポーツセンター | ノリタケの森 | 名古屋駅 | →のみ。始発1便のみ。 |

当系統は名古屋駅と名西橋の間を、名駅通・名鉄栄生駅・名古屋環状線・国道22号経由で循環する系統である。
名西二丁目以西の区間で環状になっているが、左回りのみ運行され右回りは存在しない。
旧番号は〔4〕。かつては栄 - 名古屋駅 - 栄生町 - 枇杷島通3という路線であった。1984年5月に現行の経路となる。
2003年～2014年は稲西営業所の担当（当営業所は副担当）だった。
［出］は始発1便のみの運行であるが、〔4〕を名乗っていた時代から設定がある。
日中時間帯の運行間隔は平日が20分毎、土休日が30分毎であり、ラッシュ時間帯などは増便される。
平成20年度の営業係数は105であった。それから10年後の平成30年度の営業係数は82であった。

### 名駅14号系統
|    | 起点     | 主な経由地 | 主な経由地 | 主な経由地 | 主な経由地 | 主な経由地 | 終点   | 副担当 | 備考               |
| -- | -------- | ---------- | ---------- | ---------- | ---------- | ---------- | ------ | ------ | ------------------ |
| 本 | 名古屋駅 | 菊井町     | 名城病院   | 市役所     | 土居下     | 杉栄町     | 大曽根 | 楠     |                    |
| 折 | 名古屋駅 | 菊井町     | 名城病院   | ---        | ---        | ---        | 市役所 | 楠     | 平日ラッシュ時のみ |

名古屋駅から菊井町・外堀通（愛知県道200号名古屋甚目寺線）を経由、名古屋城の正面で外堀通と別れて城の方向へ向かい、県警本部の直前で右折して愛知県庁の庁舎群の中を突っ切って市役所、そこからは名鉄瀬戸線と付かず離れずという格好の経路で大曽根を目指す系統である。また、2020年9月23日より大曽根行きは愛知県庁前を通過する少し手前でラウンドアバウトを通過している。
旧番号は〔18イ〕。本来〔18〕は（名古屋駅 - 明道町 - 市役所 - 土居下 - 大曽根 - 幸心）だったのだが、大曽根止まりとなり、〔17〕（名古屋駅 - 桜通大津 - 市役所 - 徳川町 - 大曽根）と統合される。この時旧〔17〕が〔18〕の本線となり、土居下経由は支線の〔18イ〕になった。やがて〔18〕本線は〔基幹2〕開業により明道町・飯田町経由となり、さらに〔名駅14〕に変更されたのちの2003年の再編で飯田町経由の本線が〔幹名駅1〕に取り込まれたため、土居下経由が残り［本］として現在に至る。
［折］は平日ラッシュ時のみの設定である。1989年の再編までは名古屋駅→桜通本町→大津橋→市役所→名古屋駅という循環運行をしていた。お盆期間は休日ダイヤでの運行であるが、通勤需要が多いため朝ラッシュに市役所行きが数本追加運行される。地下鉄より所要時間が長いものの、名古屋駅から市役所まで乗り換えの必要がないため利用客は比較的多め。
［本］はほぼ終日、毎時1本の運行で日中の利用客は多くない。
マラソンフェスティバル ナゴヤ・愛知開催時は栄・名古屋駅 - 大津橋が休止となり、規制時間中は大津橋返しとなる。

### 名駅15号系統
|      | 起点     | 主な経由地 | 主な経由地 | 主な経由地 | 主な経由地 | 主な経由地 | 主な経由地 | 主な経由地 | 主な経由地 | 終点             | 副担当 | 備考                                               |
| ---- | -------- | ---------- | ---------- | ---------- | ---------- | ---------- | ---------- | ---------- | ---------- | ---------------- | ------ | -------------------------------------------------- |
| 本   | 名古屋駅 | 押切町     | 浄心町     | 秩父通     | ---        | ---        | ---        | ---        | ---        | 黒川             | 楠     | 朝夕のみ                                           |
| 支1  | 名古屋駅 | 押切町     | 浄心町     | 秩父通     | 黒川       | 志賀本通   | 平安通     | 大曽根     | 砂田橋     | 茶屋ヶ坂         | 楠     |                                                    |
| 支2  | 名古屋駅 | 押切町     | 浄心町     | 秩父通     | 黒川       | 城見通二   | 城見通二   | →→         | →→         | 西部医療センター | 楠     | 昼間時のみ、西部医療センター行きは志賀公園前を通過 |
| 支2  | 名古屋駅 | 押切町     | 浄心町     | 秩父通     | 黒川       | 城見通二   | 城見通二   | 志賀公園前 |            | 西部医療センター | 楠     | 昼間時のみ、西部医療センター行きは志賀公園前を通過 |
| 出入 | 名古屋駅 | 押切町     | ---        | ---        | ---        | ---        | ---        | ---        | ---        | 浄心町           | 楠     |                                                    |
| 支3  | 茶屋ヶ坂 | ---        | ---        | ---        | ---        | 砂田橋     | 大曽根     | 平安通     | 志賀本通   | 黒川             | 楠     | →のみ                                              |

概要
当系統は、名古屋駅と黒川・大曽根・砂田橋・茶屋ヶ坂を、浄心を経由して結ぶ路線である。秩父通 - 大幸は名古屋環状線を経由しており、このうち黒川 - 茶屋ヶ坂は地下鉄名城線と経路が重複している。
沿革
旧番号は〔2〕および〔110〕→〔幹線2〕である。元々は名古屋駅 - 砂田橋が本系統で、さらに先の大幸団地（現・大幸東団地）まで足を伸ばす便も多かった。
名古屋市がリフトバスを導入したときに早い段階で投入された。リフト車は日野製だったが、浄心営業所が運行担当した。
2000年に名城線が砂田橋まで延伸開業し、大幸団地行きの毎時1便と日野車のリフトバス（当時）で運行していた毎時1便を除いてすべて黒川止まりに短縮され、本数も15分間隔へ削減され、副担当だった大森営業所が運行から撤退した。
2003年の名城線名古屋大学までの延伸開業で大幸団地の回転場が廃止となったため大幸団地行きも廃止となり、また、砂田橋発着の便は全て日野車のリフト専用車のみでの運行であった。
西部医療センター開設に伴い、2011年5月から昼間時は［本］の代わりに［支2］が運行されることになった。［支2］は城見通二からそのまま西部医療センターへ向かわずに一旦黒川へ立ち寄るため、黒川 - 城見通二を重複運行する。
2016年4月の再編で［支1］が茶屋ヶ坂まで延伸され、同時に［支3］が新設された。途中で大曽根駅を通るが交通広場には入らない。
砂田橋から大幸東団地を経て、茶屋ヶ坂に至るため、実質2003年の再編で廃止になった大幸団地行きの復活に近い。
停留所およびダイヤ
昼間は、［支1］・［支2］とも1時間に1本の運行で、［出入］も加わる名古屋駅 - 浄心町は1時間あたり2-3本程度、浄心町 - 黒川は1時間あたり2本の運行となる。［支3］は［支1］運行終了後に毎日2便運行される。
浄心町発着である［出入］は〔名駅15〕を名乗るものの、実質は浄心営業所から名古屋駅への出入庫系統である。地下鉄とは異なり名古屋駅と浄心町の間を直通で結んでいるため利用者が多く、平日は1時間に1-2本程度、土休日は1-2時間に1本程度運行されている。お盆期間は休日ダイヤでの運行であるが、通勤需要が多いため〔名駅14〕と同様に朝ラッシュに浄心町行きが数本追加運行される。
ちなみに〔2〕は現・［支1］と同じ経路であった一方、〔110〕は枇杷島通3が起点であった。

### 名駅16号系統
|    | 起点     | 主な経由地 | 主な経由地 | 主な経由地 | 主な経由地 | 主な経由地 | 主な経由地 | 主な経由地 | 主な経由地 | 終点       | 備考                        |
| -- | -------- | ---------- | ---------- | ---------- | ---------- | ---------- | ---------- | ---------- | ---------- | ---------- | --------------------------- |
| 本 | 名古屋駅 | 柳橋       | 広小路伏見 | 広小路本町 | 栄         | 東新町     | 栄         | 柳橋       | 笹島町     | 名古屋駅   | 左回り（→のみ）             |
| 折 | 名古屋駅 | 柳橋       | 広小路伏見 | ---        | ---        | ---        | ---        | ---        | ---        | 広小路本町 | →のみ、平日朝ラッシュ時のみ |

当系統は名古屋駅と東新町を広小路通（愛知県道60号名古屋長久手線）経由で結ぶ、比較的短距離の路線である。栄を途中バス停とする数少ない系統である。
ルーツは〔10〕→〔幹線15〕→〔50〕。
1989年（平成元年）の桜通線開業による再編で並行する〔幹線15〕（初代・名古屋駅 - 桜通本町 - 高岳町（現高岳） - 東新町 - 栄 - 名古屋駅）が廃止される関係で、桜通線と重複しない広小路通区間を残す意味で設定された。系統番号は当時、広小路通に〔50〕（名古屋駅 - 栄 - 鶴舞公園北口 - 妙見町）が東新町まで同じ経路で走っていたため、支線に組み込む形で〔50〕とされた。1998年、名古屋駅 - 栄で新設された都心ループ〔栄758〕（当時）と並行するため本数が減らされているが、都心ループは朝夕のラッシュ時の設定がないためその補完を兼ねている。なお、この時に本線であった名古屋駅 - 妙見町は栄始発に改められ、〔栄18〕を名乗っている。
［折］は2004年の再編で設定された支線で、平日のみの運行である。表記の通り片道のみの設定で、広小路本町到着後は回送となって名古屋駅に戻る。
名古屋駅ターミナルビル建て替えに伴い名古屋駅バスターミナルが閉鎖されたため、2010年12月から2017年3月までは起点が那古野町に変更されていた。
2015年4月の再編では経路の変更はないが、往路と復路を通しで乗車することができる循環系統となった（東新町までは方向幕は従来どおり「栄・東新町」）。
なお、2010年からは市バス開業80周年の企画として、昔の市バスの塗装をした「レトロカラーバス」が走っていたが2011年度に廃車となった。
運行本数は都心ループが運行される日中は毎時1本、それ以外は毎時2本程度である。
この系統はほぼ全区間、地下鉄東山線と並行しているものの、地下に降りることなく気軽に乗り降りが可能であるのと、地下鉄駅からやや離れた柳橋、広小路本町、東新町付近へはアクセスが容易なため朝夕の通勤客を中心に利用客は比較的多い。

### 名駅17号系統
|    | 起点     | 主な経由地 | 主な経由地 | 主な経由地 | 主な経由地 | 終点       | 副担当 |
| -- | -------- | ---------- | ---------- | ---------- | ---------- | ---------- | ------ |
| 本 | 名古屋駅 | 白川公園   | 矢場町     | 地下鉄吹上 | 春岡通     | 名古屋大学 | 御器所 |

名古屋市の名物でもある100メートル道路の一つである若宮大通を東西に行き来する系統である。
旧番号は〔81〕。かつては〔67〕（現・〔栄16〕）同様星ヶ丘まで足を伸ばしていたが、地下鉄東山線と競合する関係で田代本通 - 本山 - 星ヶ丘間が短縮される。
その後は長年その状態が続いたが、名古屋高速2号東山線の建設によりその地上部分にも道路が整備されたことで2003年の再編で運行区間が名古屋大学まで延長される。ただし、このときは平日の朝夕ラッシュ時のみ田代本通までの便が残されていた。2004年の再編ですべての便が名古屋大学まで運行されることになった。
なお、2001年の再編までは名古屋駅 - 吹上という折り返しの設定があり、平日朝夕、および土日祝日の昼間時に運行されていた。

### 名駅18号系統
|    | 起点     | 主な経由地 | 主な経由地 | 主な経由地 | 主な経由地 | 主な経由地 | 主な経由地 | 終点       |
| -- | -------- | ---------- | ---------- | ---------- | ---------- | ---------- | ---------- | ---------- |
| 本 | 名古屋駅 | 笹島町     | 水主町     | 上前津     | 鶴舞公園   | 高辻       | 雁道       | 名鉄神宮前 |

概要
当系統は、名古屋駅と名鉄神宮前とを、大須通、空港線（名古屋市道堀田高岳線）を経由して運行する路線である。市電30号系統（黒川本通四 - 大津橋 - 名古屋駅 - 上前津 - 鶴舞公園 - 高辻 - 堀田駅）、35号系統（笹島町 - 上前津 - 鶴舞公園 - 桜山 - 瑞穂通三）の代替機能も併せ持つ。名鉄より運賃が安いが、遠回りで結んでいるため全区間の通し利用は稀である。鶴舞公園 - 堀田通五は〔基幹1〕を補完している。
沿革
1998年（平成10年）の系統再編前の番号は〔119〕であった。なお、現在の〔名駅18〕の経路は旧〔119〕の支線であり、本線は「名古屋駅 - 牛巻 - 瑞穂運動場 - 清水ヶ岡」の路線であった。本線の方は系統再編時に金山発着の〔金山15〕に改められた。
なお、2003年までは那古野営業所、2018年までは稲西営業所の担当であった。
停留所およびダイヤ
昼間は60分毎の運行である。

### 名駅25号系統
|     | 起点     | 主な経由地 | 主な経由地 | 主な経由地 | 主な経由地 | 主な経由地   | 終点     | 備考                      |
| --- | -------- | ---------- | ---------- | ---------- | ---------- | ------------ | -------- | ------------------------- |
| 本  | 名古屋駅 | 中島町     | 鳥居通三   | 豊公橋     | 本陣       | ノリタケの森 | 名古屋駅 | 左右回り（→が右回り）     |
| 折  | 名古屋駅 | 中島町     | 鳥居通三   | 豊公橋     | ---        | ---          | 本陣     |                           |
| 出1 | 豊公橋   | 鳥居通三   | 中島町     | ---        | ---        | ---          | 名古屋駅 | →のみ。本系統左回りの一部 |
| 出2 | 豊公橋   | ---        | ---        | ---        | 本陣       | ノリタケの森 | 名古屋駅 | →のみ。本系統右回りの一部 |

旧番号は〔11〕。もともとは栄 - （桜通） - 名古屋駅 - 本陣 - 豊公橋という経路だったが、1984年の再編で、双子系統の〔14〕（栄 - （広小路通） - 名古屋駅 - 中島町 - 豊公橋）と統合、都心側を廃止して豊公橋 - 豊公橋という循環系統になる。
その後は1989年に名古屋駅太閤通口を経由するようになった程度で大きな変更はなかったが、2000年の再編でそれまで使用してきた名古屋駅太閤通口のターミナルから〔深夜2〕を除いて撤退することになり、あわせて起点・終点を豊公橋から名古屋駅に変更し、同時にバスターミナルへの乗り入れを果たした。
なお、1998年の再編時に名古屋駅を発着する系統については緑地に白抜き文字の方向幕が採用されたが、この系統については一般系統用の方向幕が用いられていた。2000年からは他の系統と同様になった。
豊公橋を渡った庄内川の対岸はあま市や清須市であるが、橋を渡るバス路線は存在しない（かつては中村公園と国府宮駅を結ぶ名鉄バスが豊公橋を渡ってあま市方面へ向かっていた）。また、豊公橋停留所の目の前には愛知県立中村高等学校があり、高校生の利用もある。
2016年3月までは、稲西営業所の担当であった。
平成20年度の営業係数は、208であった。
日中は右回りと左回りが約30分間隔で交互に運行されている。

### 名駅26号系統
|    | 起点     | 主な経由地 | 主な経由地             | 主な経由地 | 主な経由地 | 主な経由地 | 主な経由地 | 終点     | 副担当 |
| -- | -------- | ---------- | ---------------------- | ---------- | ---------- | ---------- | ---------- | -------- | ------ |
| 本 | 名古屋駅 | 押切町     | 枇杷島スポーツセンター | 上堀越町   | 古城       | 上小田井駅 | 新木町     | 平田住宅 | 楠     |

押切町 - 上小田井駅を素直に北上せず、国道22号名岐バイパスで庄内川を渡り一部清須市（旧西枇杷島町）内を通過するため古城バス停は清須市内にある。
旧番号は〔123〕。現行のように名古屋駅のバスターミナルを発着するようになったのは2001年の再編からで、それまでは新幹線ホーム側の太閤通口をターミナルにしていて、太閤通口を出ると新幹線に沿うように北上、外堀通（愛知県道200号名古屋甚目寺線）とぶつかったところで右折して菊井町へ向かっていた。1998年の再編で上小田井駅までに短縮されたが、2000年の再編で平田住宅までの運行に戻っている。
1998年の再編で、上堀越町から本線と分かれて〔西区1〕と同じ経路で浄心町へ向かう支線が設けられた（栄27・西巡回の項も参照）。その後、〔西区2〕（名古屋駅 - 名古屋駅）の経路だった菊井町 - 浅間町 - 浄心町の経路を組み込む形で再び本線と合流して名古屋駅へ向かう形に変更されたが、2003年の再編で〔名駅12〕が〔金山24〕（金山 - 浄心町）の廃止に伴って天神山経由から名古屋市道江川線経由へと変更されたため、経路が類似するこの支線も廃止となった。
2014年の再編までは如意営業所が副担当だった。
路線図では名古屋駅の系統として緑線で表示されていたものの、新系統番号採用時点の方向幕は名古屋駅発着系統用の緑地に白抜き文字ではなく、他の一般系統同様の白地の幕（系統番号・経由地は青文字、行き先は黒文字）が使われていた。
平日・土曜・休日とも、毎時1本の運行。

### 名駅29号系統
|    | 起点                     | 主な経由地 | 主な経由地   | 主な経由地 | 主な経由地               | 主な経由地 | 主な経由地 | 終点     | 備考                                                     |
| -- | ------------------------ | ---------- | ------------ | ---------- | ------------------------ | ---------- | ---------- | -------- | -------------------------------------------------------- |
| 本 | 名古屋駅                 | 笹島町     | 地下鉄太閤通 | 本陣       | 枇杷島 スポーツ センター | 押切町     | 菊井町     | 名古屋駅 | 左右回り（→が右回り） ノンステップバス（中・小型）で運行 |
| 出 | 枇杷島 スポーツ センター | 本陣       | 地下鉄太閤通 | 笹島町     | ---                      | ---        | ---        | 名古屋駅 | →のみ。本系統左回りの一部                                |

旧〔117〕。当系統は1959年12月の開設で、当初は栄 - 名古屋駅 - 笹島町 - 中村区役所（旧：太閤通三丁目、現：地下鉄太閤通） - 本陣 - 高道町 - 日比津小学校前という経路であった。1983年頃までは栄 - 広小路本町 - 笹島町 - 中村区役所（旧：太閤通三丁目、現：地下鉄太閤通） - 本陣 - 高道町 - 新富町という路線であったが、その後現行経路になると同時に、朝に数本のみ本陣通2丁目 - 枇杷島スポーツセンター間を栄生町経由でショートカットする小回り経路が新設される。
1998年の再編で名古屋駅 - 中村区役所 - 本陣 - 栄生町 - 新富町 - 本陣 - 中村区役所 - 名古屋駅という経路にし、系統番号も〔中村区2〕となるが、2000年の再編で再び〔117〕時代の経路に戻される。そして、2004年10月の再編で〔名駅29〕となり現在に至っている。
平成20年度の営業係数は、250であった。
日中は左回りと右回りが60分間隔で交互に運行。［出］は始発の1便のみ運行される。
2014年3月までは稲西営業所の担当であった。
2017年4月1日の再編までは、平日と土曜のみ1日上下1便ずつ名古屋駅～中村区役所～本陣という系統があったが、今回それが消滅したことで当営業所のみの担当になった。
その他、〔117〕時代には名古屋駅～押切町～新富町～本陣という路線も存在した。

### 栄25号系統
|    | 起点   | 主な経由地 | 主な経由地 | 主な経由地 | 主な経由地 | 主な経由地 | 主な経由地 | 終点     | 備考     |
| -- | ------ | ---------- | ---------- | ---------- | ---------- | ---------- | ---------- | -------- | -------- |
| 本 | 栄     | 市役所     | 城北橋     | 浄心町     | 天神山     | 名西二     | 上堀越町   | 名西橋   |          |
| 支 | 栄     | 市役所     | 城北橋     | 浄心町     | 天神山     | 名西二     | 上堀越町   | 名塚中学 | 朝夕のみ |
| 出 | 浄心町 | 城北橋     | 市役所     | →→→        | →→→        | →→→        | →→→        | 栄       |          |

旧〔20〕の支線。栄から大津通を北上し、城北橋交差点を左折して浄心町から名岐バイパス（国道22号）へ出て清須市との境にある名西橋に向かう系統であるが、朝夕のみ、堀越交差点を右折して名塚中学へ向かう便がある。名塚中学停留所には転回場がないため、名塚中学行きのバスは客扱い終了後営業所へ回送となる。［本］は毎時1-2本程度の運行。

### 栄27号系統・西巡回系統
|        |    | 起点 | 主な経由地 | 主な経由地 | 主な経由地 | 主な経由地             | 主な経由地 | 主な経由地 | 主な経由地 | 主な経由地 | 主な経由地 | 主な経由地 | 主な経由地     | 主な経由地 | 終点   | 備考                                                                                          |
| ------ | -- | ---- | ---------- | ---------- | ---------- | ---------------------- | ---------- | ---------- | ---------- | ---------- | ---------- | ---------- | -------------- | ---------- | ------ | --------------------------------------------------------------------------------------------- |
| 西巡回 | 本 | 栄   | 市役所     | 浅間町     | 押切町     | 枇杷島スポーツセンター | 琵琶里町   | 名西橋     | 鳥見町     | 浄心町     | 西区役所   | 数寄屋町   | 名古屋城正門前 | 市役所     | 栄     | 左右両回り（→が右回り） 栄発9:30までと17時以降は〔栄27〕、 それ以外の時間帯は〔西巡回〕で運行 |
| 栄27   | 本 | 栄   | 市役所     | 浅間町     | 押切町     | 枇杷島スポーツセンター | 琵琶里町   | 名西橋     | 鳥見町     | 浄心町     | ---        | 数寄屋町   | 名古屋城正門前 | 市役所     | 栄     | 左右両回り（→が右回り） 栄発9:30までと17時以降は〔栄27〕、 それ以外の時間帯は〔西巡回〕で運行 |
| 栄27   | 入 | 栄   | 市役所     | 浅間町     | 押切町     | 枇杷島スポーツセンター | 琵琶里町   | 名西橋     | 鳥見町     | ---        | ---        | ---        | ---            | ---        | 浄心町 | →のみ、日曜の最終のみ運行                                                                     |

旧〔西区〕で、旧公共施設関連系統の一つであった。西区を走る公共施設関連系統は、もともとは〔西区1〕（栄 - （［西巡回・栄27］と同じ） - 名西橋）と〔西区2〕（名古屋駅 - 押切町 - 浄心町 - 名古屋城正門前 - 桜通本町 - 名古屋駅）という系統があった。
〔西区1〕は新名西橋の工事の関係で名西橋の転回場が使えなくなったため浄心町まで延長されたが、1998年の再編で〔名駅26〕の支線との絡みで再び名西橋までの運行に戻る。その後〔なごや城〕の新設に伴って〔西区2〕が廃止されたため、再び浄心町までの経路と独自区間であった名古屋城南（現：名城病院） - 浄心町を取り込んで現在の経路となり系統番号も〔西区〕に改められた。
2004年の再編で既存の公共施設関連系統の多くは一般系統化されたり、新たに経路を作り直した上で地域巡回バスとなった中、〔西区〕系統についてはそのままの経路で〔西巡回〕とされた。
2010年に西区役所が浄心へ移転されたのに伴い、〔西巡回〕のみ西区役所を経由する。
すべての便がノンステップバスで運行される。
［栄27・入］は日祝日の最終1便のみの運行である。
平日朝1本のみ、C-758系統色のバスが投入されることがある。この場合、バス正面に書かれているC-758は車体塗装に合わせたプレートによって隠されて運行される。このバスは、栄到着後回送される。

### C-758号系統（都心ループ）
|    | 起点     | 主な経由地 | 主な経由地 | 主な経由地 | 主な経由地 | 主な経由地 | 主な経由地 | 主な経由地 | 主な経由地 | 主な経由地   | 主な経由地 | 主な経由地 | 主な経由地 | 主な経由地 | 主な経由地 | 終点     | 備考  |
| -- | -------- | ---------- | ---------- | ---------- | ---------- | ---------- | ---------- | ---------- | ---------- | ------------ | ---------- | ---------- | ---------- | ---------- | ---------- | -------- | ----- |
| 本 | 名古屋駅 | 柳橋       | 広小路伏見 | 広小路栄   | 白川通大津 | 矢場町     | フラリエ   | 大須本町通 | 上前津     | 大須万松寺通 | 大須赤門通 | 白川通大津 | 広小路栄   | 柳橋       | 笹島町     | 名古屋駅 | →のみ |

地下鉄と並行する区間が多いものの、利用客は比較的多く、日中10分間隔で運行されている。所要時間は地下鉄より長いが、名古屋駅  - 矢場町の料金は30円安い。

### 観光1号系統（メーグル）
|    | 起点     | 主な経由地           | 主な経由地 | 主な経由地                   | 主な経由地           | 主な経由地 | 主な経由地 | 主な経由地           | 終点     | 備考           |
| -- | -------- | -------------------- | ---------- | ---------------------------- | -------------------- | ---------- | ---------- | -------------------- | -------- | -------------- |
| 本 | 名古屋駅 | トヨタ産業技術記念館 | 名古屋城   | 徳川園・徳川美術館・蓬左文庫 | 中部電力 MIRAI TOWER | 広小路伏見 | 名古屋城   | トヨタ産業技術記念館 | 名古屋駅 | →のみ          |
| 支 | 名古屋駅 | トヨタ産業技術記念館 | 名古屋城   | 徳川園・徳川美術館・蓬左文庫 | 中部電力 MIRAI TOWER | 広小路伏見 | →→         | →→                   | 名古屋駅 | →のみ 最終のみ |

〔西巡回〕系統の項でも触れられているが、名古屋城正門前へは〔西区2〕、その後ループバス〔なごや城〕が交通局の路線として運行されていたが、2003年に廃止。2007年に名古屋市市民経済局観光推進室(現:名古屋市観光文化交流局観光推進室)が企画・運営し、名古屋市交通局が運行受託する形で運行されている。

## 副担当路線

### 名駅13号系統
- 詳細は名古屋市営バス楠営業所#名駅13号系統を参照。

## 配属されている車両
- 配属車両は以下の通り
  - ノンステップバス：NS、NH、NF、NMS

元々はいすゞ自動車製の車両で統一されていたが、入札制の導入や営業所の再編により現在では他メーカーの車両も多数配置されている。また基幹2系統・C-758系統・観光1系統(メーグル)では一般車とは塗装の異なる専用車両が使用される
(観光1系統は上述の通り観光文化交流局から運行委託であり、専用車5両は交通局の所有ではない。ただし、交通局はメーグル増発用車両を2両用意している)。なお、局番制度に関してはこちらを参照のこと。
市営交通100周年となった2022年には市バス全営業所1両ずつ「レトロカラーバス」が配置され、当営業所では「平成16年の花バスデザイン」ラッピングがNH-68号車に施された。